# Irritator
 (indiquez la date de pose grâce au paramètre date).
Une proposition de fusion est en cours entre Irritator et Angaturama.
Irritator challengeri
Genre
Espèce
Synonymes
- Angaturama limai? Kellner & Campos, 1996

Irritator est un genre fossile de dinosaures théropodes ayant vécu durant l'étage Albien du Crétacé supérieur, il y a entre 113 et 110 millions d'années, dans ce qui est aujourd'hui le Brésil. L'unique espèce connu est Irritator challengeri, premièrement décrite en 1996 via un crâne presque complet ayant été découvert dans la formation de Romualdo par des marchands de fossiles. Le nom générique de l'animal vient du mot « irritation », reflétant le sentiment des paléontologues lorsqu'ils ont découvert que le crâne holotype avait été fortement endommagé et modifié par les collectionneurs. L'épithète spécifique est un hommage au professeur Challenger, personnage fictif apparaissant dans des romans d'Arthur Conan Doyle. 
Certains paléontologues considèrent Angaturama limai, connu à partir d'un extrémité de museau décrite quelques semaines plus tard la même année, comme un potentiel synonyme plus récent d’Irritator, étant donné que les deux spinosauridés proviennent des mêmes unités stratigraphiques. Il fut également suggéré que les parties du crâne d’Irritator et d’Angaturama pourraient provenir d’un même spécimen. Bien que cette hypothèse soit mise en doute, davantage de fossiles se chevauchant sont nécessaires pour confirmer s'il s'agit du même animal. D'autres squelettes de spinosauridés, dont certains pourraient appartenir à Irritator ou à Angaturama, furent récupérés dans la formation de Romualdo, permettant ainsi la fabrication d'une réplique squelettique et de la monter pour l'exposer au musée national de Rio de Janeiro en 2009.
Avec une taille estimé entre 6 et 8 m de long pour un masse corporelle d'environ 1 tonne, Irritator est vue comme l'un des plus petits spinosauridés connus. Son museau long, peu profond et fin, est bordé de dents coniques droites et non dentelées. Une fine crête sagittale s'étend sur toute la longueur de la tête, à laquelle s'accrochaient probablement de puissants muscles du cou. Les narines sont situées loin en arrière de l'extrémité du museau, et un palais secondaire rigide, situé sur le palais, devait renforcer la mâchoire lors de l'alimentation. Appartenant à un subadulte, l'holotype d’I. challengeri est le crâne de spinosauridé le mieux préservé ayant été découvert. L'extrémité du museau d’Angaturama s'étend latéralement en forme de rosette, portant de longues dents et une crête inhabituellement haute. Un squelette pouvant possiblement appartenir à ce dernier taxon indique qu'il aurait possédé des griffes primaires élargies et une voile le long du dos, à l'image d'autres spinosauridés.
L'animal avait d'abord été pris comme un ptérosaure, puis interprété comme un dinosaure maniraptorien, avant d'être formellement identifié comme un spinosauridé en 1996. Le crâne de l'holotype fut soigneusement préparé avant d'être redécrit en détail dans une étude publiée en 2002, confirmant ainsi cette classification. Irritator et Angaturama appartiennent tous deux à la sous-famille des Spinosaurinae. Un régime alimentaire généraliste semblable à ceux des crocodiliens fut suggéré pour l'animal, Irritator s'étant peut-être nourrit principalement de poissons et de toutes autres petites proies qu'il pouvait capturer. Des fossiles attestent néanmoins qu'un individu a dévoré un ptérosaure, soit en le chassant, soit en le charognant. Irritator pourrait avoir eu un mode de vie semi-aquatique et avoir vécu dans l'environnement tropical d'une lagune côtière entourée de régions sèches. Irritator coexistait avec d'autres théropodes carnivores, ainsi qu'avec des tortues, des crocodyliformes et un grand nombre d'espèces de ptérosaures et de poissons.

## Historique des recherches

### Holotype et dénomination

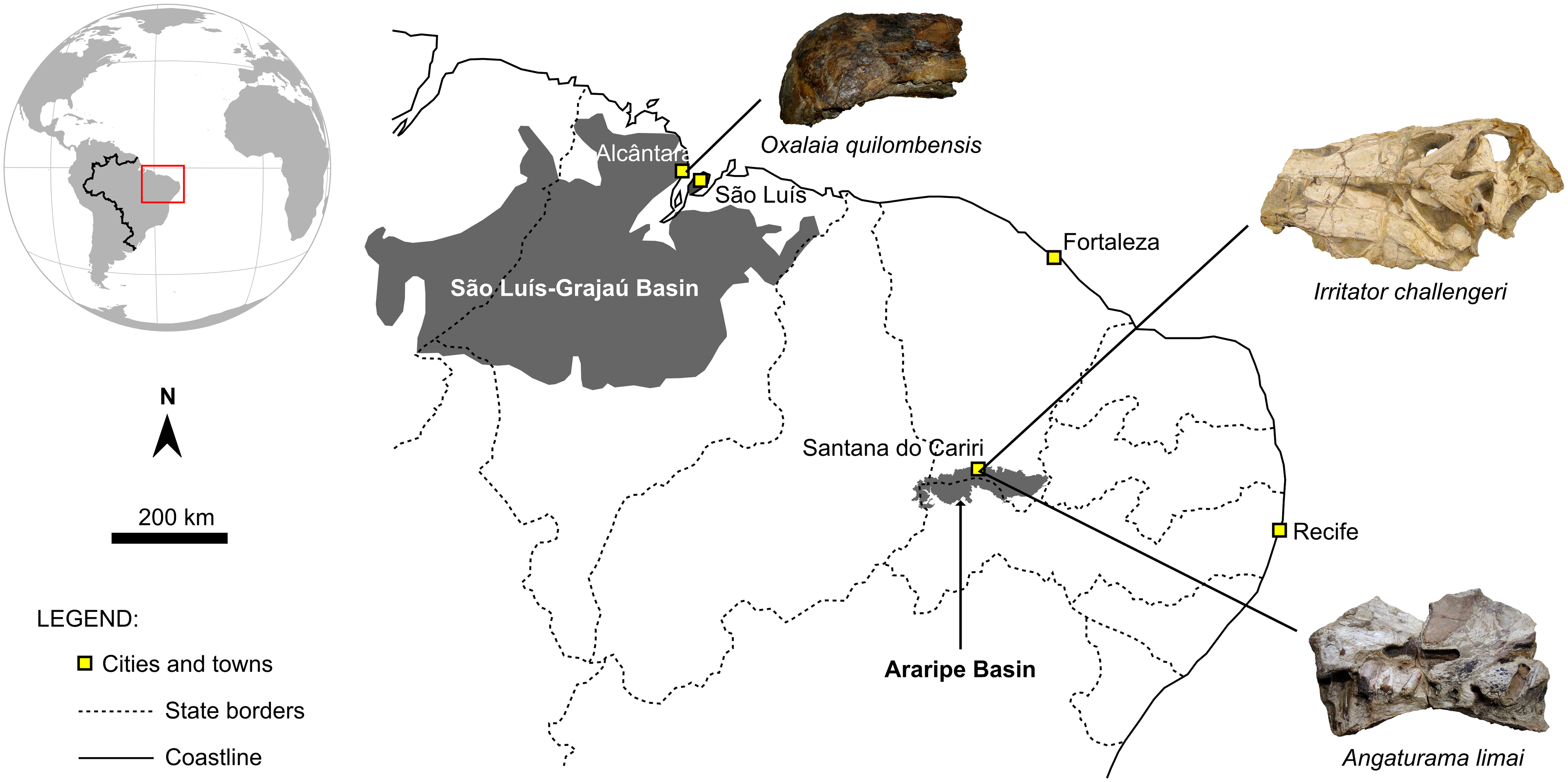
Carte montrant la région Nord-Est du Brésil, avec les sites de découverte de trois fossiles de spinosaurinés dans les bassins d'Araripe et de São Luís-Grajaú. De haut en bas : Oxalaia, Irritator et Angaturama.

L'holotype d’Irritator fut exhumé dans une concrétion de calcaire contenant l'arrière d'un grand crâne avec la mandibule, près de la ville de Santana do Cariri, dans la région Nord-Est du Brésil. Ce fossile est acquis par des marchands qui l'ont vendu à un certain Rupert Wild, travaillant au musée national d'histoire naturelle de Stuttgart, en Allemagne. À cet époque, il fut supposé qu'il s'agissait du crâne provenant d'un imposant ptérosaure basal, car la région de Chapada do Araripe (en) est célèbre pour ses nombreuses découvertes liées à ce groupe de reptiles volants aujourd'hui éteints, le musée allemand achetant souvent de telles pièces. Comme cette découverte promettait d'être d'une importance singulière, des experts allemands et britanniques en ptérosaures furent contactés pour étudier l'exemplaire. Un article le décrivant comme un ptérosaure avait déjà été soumis pour publication lorsque les auteurs, le paléontologue allemand Eberhard Frey et son collègue britannique David Martill, furent démentis par les pairs, qui suggérèrent que le fossile appartenait à un dinosaure théropode.

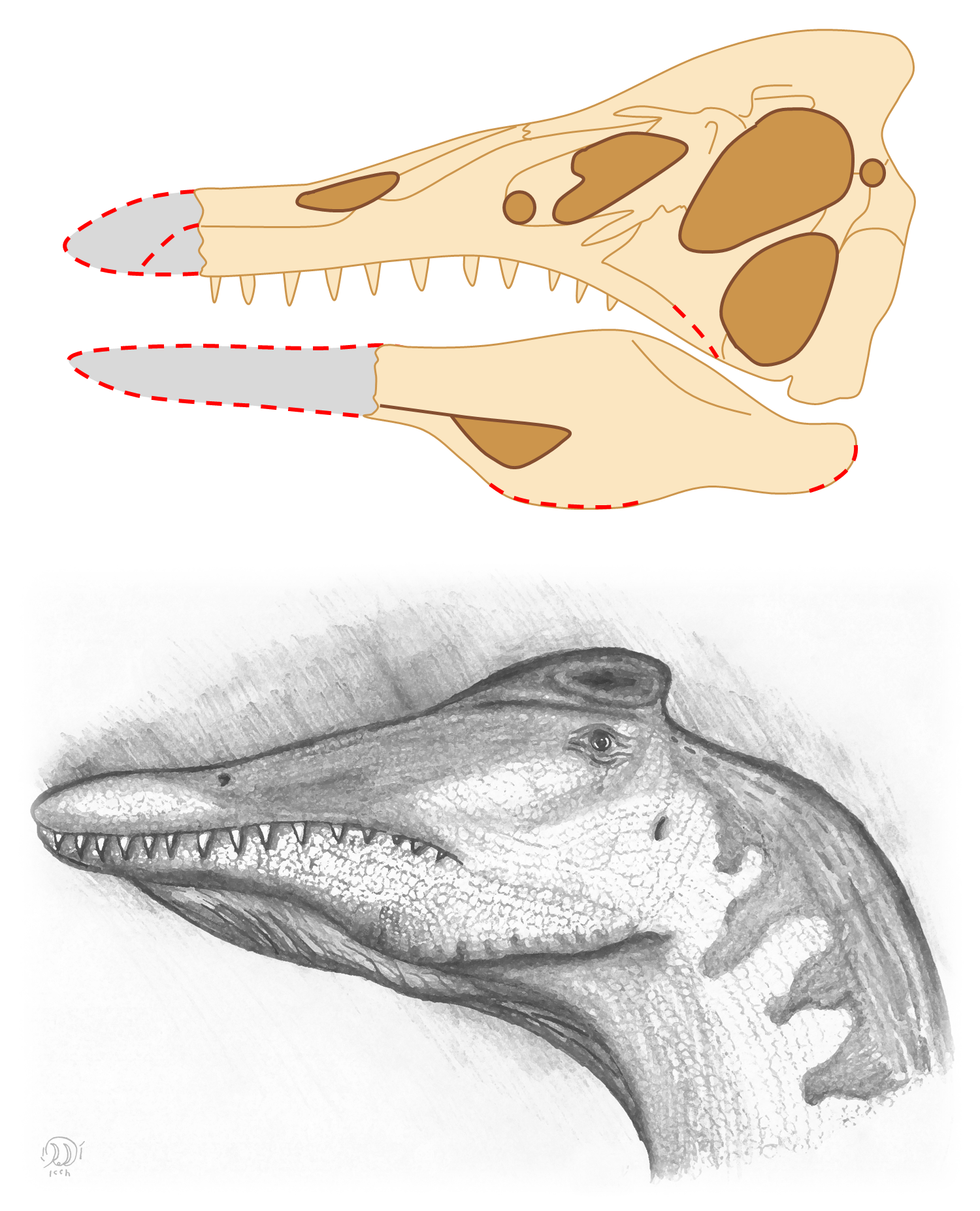
En haut, la reconstitution obsolète du crâne holotype basée sur les interprétations de Martill et ses collègues en 1996. Des représentations dérivées de cette reconstitution (similaires à celle illustrée en bas) ont ensuite été diffusées dans de nombreux ouvrages et encyclopédies consacrés aux dinosaures,,,.

Le crâne est légèrement aplati latéralement et, comme c'est souvent le cas pour les fossiles, partiellement écrasé. Le côté droit est bien conservé, tandis que le côté gauche fut fortement endommagé lors de la collecte. Une partie de la face supérieure et postérieure du crâne est érodée, et la mâchoire inférieure est dépourvue de son extrémité antérieure, toutes deux dues à une fracture lors de la fossilisation. Des parties du spécimen sont également fissurées, car elles font partie d'une concrétion septaire. L'extrémité de la mâchoire supérieure manque également. En l'absence de signes d'érosion, elle s'était probablement rompue pendant ou après la collecte du fossile. Une corrosion évidente sur certains os indique même une tentative de préparation à l'acide. Une fracture verticale est présente au milieu du crâne, apparemment scellée avec du mastic pour carrosserie. Dans l’espoir de lui donner une apparence plus complète et plus unique, les marchands de fossiles cachent alors le crâne holotype sous une grande quantité de plâtre, une pratique répandue parmi les collectionneurs locaux de Chapada do Araripe, en particulier sur les fossiles de poissons. Les acheteurs ne furent pas mis au courant des modifications apportées au spécimen jusqu'à ce qu'il soit envoyé à des universités du Royaume-Uni pour une imagerie par tomodensitométrie. Cela révèle que les collectionneurs ont tenté de reconstruire le crâne en greffant des parties du maxillaire (os principal de la mâchoire supérieure) sur l'avant du rostre (qui constitue le museau). Le crâne, depuis catalogué SMNS 58022, est désigné comme le spécimen holotype du nouveau genre et espèce Irritator challengeri en février 1996, lorsqu'il est premièrement décrit scientifiquement par les paléontologues David M. Martill, Arthur R. I. Cruickshank, Eberhard Frey, Philip G. Small et Maria Clarke. Dans cet article, Martill et son équipe citent que le nom générique Irritator vient « de l'irritation, le sentiment ressenti par les auteurs (sous-estimé ici) lorsqu'ils ont découvert que le museau fut artificiellement allongé ». L'épithète spécifique challengeri est nommée d'après le professeur Challenger, un personnage de fiction apparaissant dans les romans d'Arthur Conan Doyle, en particulier Le Monde perdu. Les références au romancier ne s'étendent pas uniquement à ce taxon, puisque deux ans plus tôt, Frey et Martill ont décrit une espèce de ptérosaure provenant de la formation de Crato (en) sous le nom d’Arthurdactylus conandoylei.
Lorsque Martill et ses collègues décrivent pour la première fois I. challengeri, l'holotype est encore largement enrobé dans une matrice de calcaire. Sous la supervision du paléontologue américain Hans-Dieter Sues, la technicienne Diane M. Scott de l'université de Toronto à Mississauga entreprend d'extraire entièrement les os du crâne de la roche, permettant ainsi à ce qu'une nouvelle description détaillée soit publiée en 2002. Rédigée par Sues, Frey, Martill et Scott, cette inspection du spécimen désormais parfaitement préparé infirme de nombreuses observations initiales faites dans l'étude de 1996, fondées sur des interprétations erronées du crâne endommagé et en grande partie dissimulé. La longueur estimée du crâne complet est inférieure de 24 cm à celle initialement proposée. Ce qui fut initialement vue comme une crête crânienne proéminente s'avère être un fragment osseux non attaché et indéterminé. Comme dans l'étude précédente, Sues et ses collègues considèrent le genre africain et peut-être sud-américain Spinosaurus comme le taxon le plus similaire à Irritator, car ils partagent de nombreuses caractéristiques dentaires, notamment des couronnes coniques et principalement droites, un émail fin, des bords bien définis sans dentelures et des cannelures longitudinales. Comme peu de choses étaient alors connus sur le crâne de Spinosaurus à cet époque, ces similitudes ont poussé les auteurs de l'étude à suggérer une possible synonymie plus récente d’Irritator avec ce dernier. Sues et ses collègues notent ainsi que davantage de matériel crânien se chevauchant sont nécessaire pour une diagnose plus approfondi. Au fur et à mesure que le crâne de Spinosaurus est devenu bien plus documenté via de nouvelles trouvailles, les recherches ultérieures maintiennent donc la séparation des deux taxons,,.
Bien que le site de la découverte soit incertain, le spécimen provient très probablement de la formation de Romualdo (anciennement désignée membre Romualdo du groupe de Santana (en)). Cette attribution est confirmée par des microfossiles de l'ostracode Pattersoncypris et des écailles de poisson de l'ichtyodectidé Cladocyclus (en), tous deux découverts dans cette formation géologique. Des interrogations faites envers des marchands de fossiles locaux permettent même d'identifier un site proche du village de Buxexé, près de Santana Do Cariri, sur le flanc de la Chapada do Araripe, à une altitude d'environ 650 m. Puisque la formation de Romualdo y est effectivement exposée et que la matrice enrobant l'holotype présente la même couleur et la même texture que ces roches, ce site peut être considéré comme le probable endroit de la découverte du fossile. Irritator est le premier dinosaure ayant été décrit dans la formation de Romualdo, et son spécimen holotype représente le crâne de spinosauridé le plus complètement préservé connu,.

### Synonymie avecAngaturama

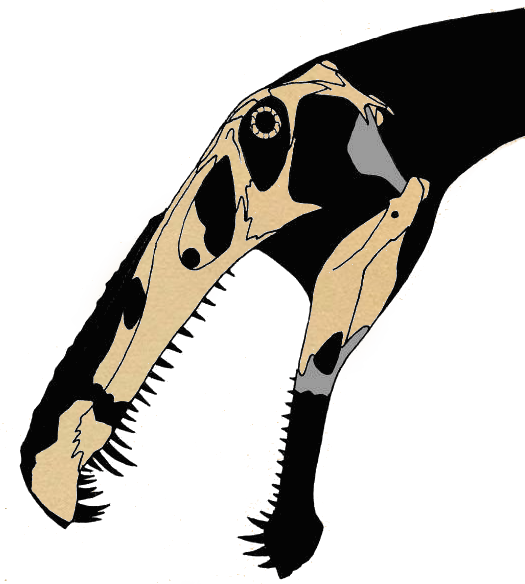
Éléments fossiles connus du crâne d’Irritator tels qu'interprétés par le paléontologue Jaime A. Headden. L’extrémité du museau provient d’Angaturama.

Angaturama limai, un autre spinosauridé contemporain et originaire de la même localité qu’I. challengeri, est décrit en février 1996 par les paléontologues brésiliens Alexander Wilhelm Armin Kellner et Diogenes de Almeida Campos. Aujourd’hui catalogué sous la référence USP GP/2T-5 à l’université de São Paulo, l’holotype correspond à l’extrémité isolée d’un museau découvert dans la formation de Romualdo. Le fossile fut extrait d’un nodule de calcaire grâce à une technique initialement mise au point pour la préparation des spécimens de ptérosaures. Le nom générique Angaturama signifie « noble » en tupi, une langue autochtone du Brésil, tandis que l’épithète spécifique rend hommage au paléontologue brésilien Murilo R. de Lima, qui avait signalé l’existence du spécimen à Kellner en 1991.

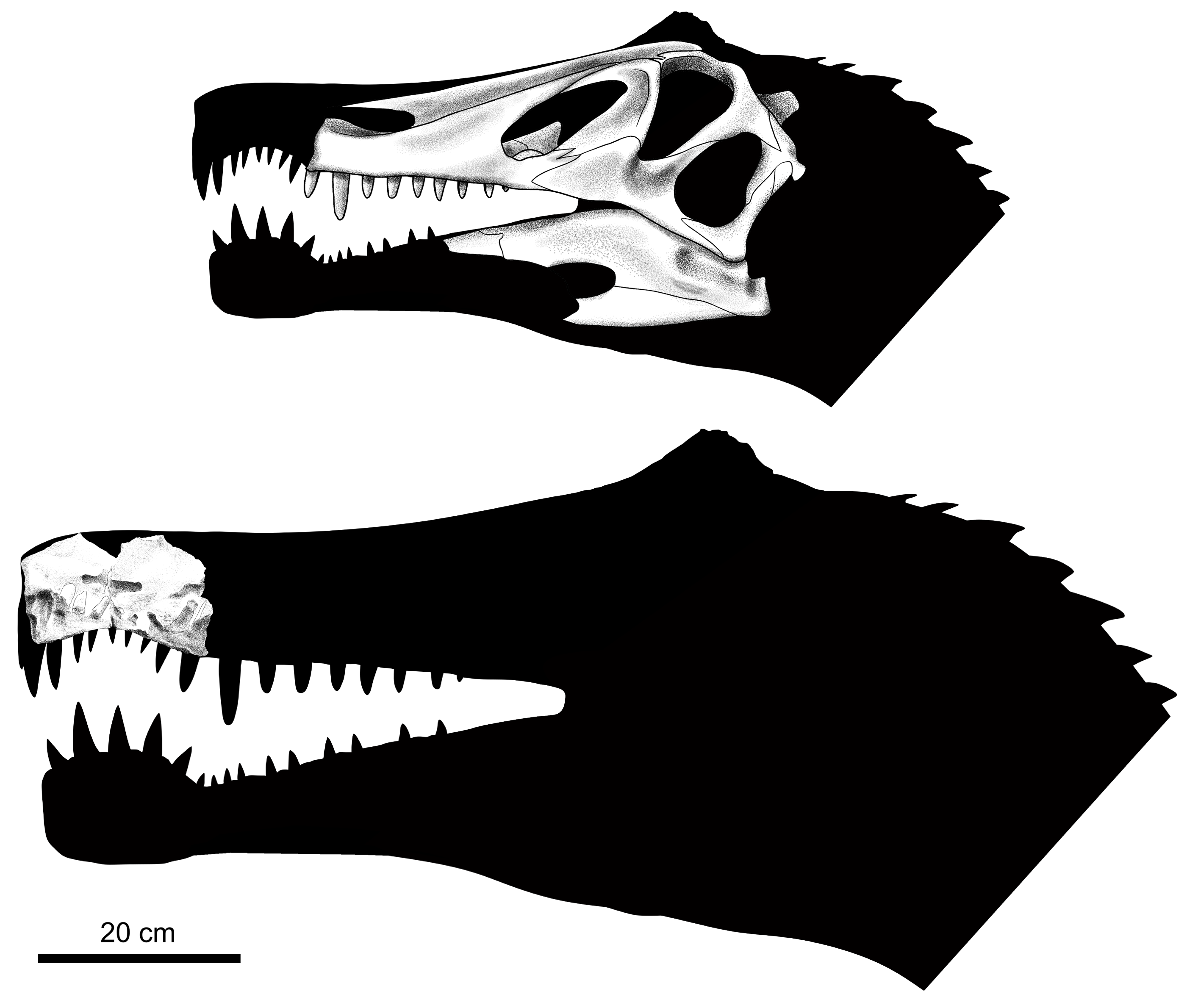
Holotypes d’I. challengeri et d’A. limai exposés, illustrant la plus grande taille du crâne de ce dernier ainsi que le chevauchement de la troisième dent du maxillaire gauche, tel que proposé par Sales et Schultz en 2017.

En 1997, les paléontologues britanniques Alan J. Charig (en) et Angela C. Milner (en) considèrent Angaturama comme un probable synonyme plus récent d’Irritator, notant que les deux genres ont des narines rétractées, de longues mâchoires et une dentition caractéristique de spinosauridé. L'année suivante, le paléontologue américain Paul Sereno et ses collègues partagent cette possibilité et observent même que l'holotype d’Angaturama semble compléter celui d’Irritator, signifiant ainsi qu'ils pourraient appartenir au même spécimen. De nombreux auteurs ont supporté ces conclusions, tels qu'Éric Buffetaut et Mohamed Ouaja en 2002, Cristiano Dal Sasso et ses collègues en 2005, Tor G. Bertin en 2010, Darren Naish (en) en 2013, et Madani Benyoucef et ses collègues en 2015. Dans leur redescription d’Irritator, Sues et ses collègues soulignent que les deux holotypes présentent une morphologie tout aussi étroites et possèdent des dents à section transversale arrondie, aux bords marqués mais non dentelés. Ils remarquent également qu’une crête sagittale observée sur les prémaxillaires d’Angaturama pourrait correspondre à celle des os nasaux d’Irritator. Certaines objections sont soulevées à ces affirmations. Kellner et Campos en 2000 et la paléontologue brésilienne Elaine B. Machado et Kellner en 2005 expriment l'opinion que les fossiles proviennent de deux genres différents et que l'holotype d’A. limai est clairement plus aplati latéralement que celui d’I. challengeri,.
Une revue des deux fossiles par les paléontologues brésiliens Marcos A. F. Sales et Cesar L. Schultz en 2017 notent que les spécimens diffèrent également dans d'autres aspects de leur conservation : le spécimen d’Irritator est de couleur plus vive et est affecté par une fissure verticale, tandis que le spécimen d’Angaturama présente de nombreuses cavités. Les dommages aux dents de l'holotype d’I. challengeri sont également beaucoup moins graves. Sales et Schultz identifient également un possible point de chevauchement, la troisième dent du maxillaire gauche, et observent même que le crâne d’Angaturama aurait pu être plus grand que celui d’Irritator sur la base des proportions du genre étroitement apparenté Baryonyx. Les auteurs concluant que les deux spécimens n'appartiendraient pas à un même individu, ils notent que la synonymie au niveau du genre devrait être vérifiée par des restes fossiles se chevauchant plus largement. Si Angaturama et Irritator sont considérés étant bel et bien des synonymes, ce dernier devrait être le nom scientifique valide selon les règles de priorité établies par la CINZ, puisqu'il fut nommé quelques semaines plus tôt. En 2023, le paléontologue allemand Marco Schade et ses collègues ne confirment pas le chevauchement de la positions des dents en raison de leur interprétation différente, mais ne fournissent pas d’informations supplémentaires permettant de trancher la question.

### Possibles matériaux postcrâniens et découvertes ultérieures

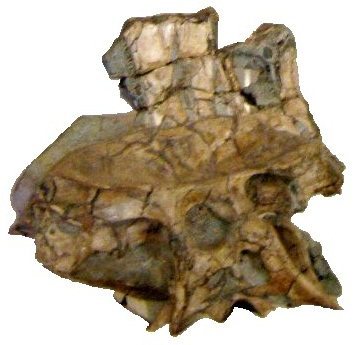
Bassin osseux et vertèbres sacrées d'un spécimen de spinosauriné catalogué MN 4819-V, exposé au musée national de Rio de Janeiro.

Outre le crâne, le fragment de museau et quelques dents isolées, la formation de Romualdo a également livré des restes postcrâniens qui pourraient appartenir à des spinosauridés, dont beaucoup sont jusqu'à présent non décrits, et tous appartenant à la sous-famille des Spinosaurinae. En 2004, la découverte de fragments de colonne vertébrale dans cette formation, catalogués sous le registre MN 4743-V, est officialisée dans la littérature scientifique. En raison de leur morphologie, le paléontologue brésilien Jonathas Bittencourt et Kellner les attribuent aux Spinosauridae, tout en précisant qu’ils ne peuvent être rattachés à Irritator ou à Angaturama étant donné que ces deux taxons ne sont basés que sur des restes crâniens. En 2007, Machado et Kellner attribuent provisoirement un fragment de côte depuis catalogué MN 7021-V aux Spinosauridae. Le spinosauridé le plus complet connu ayant été découvert dans la formation de Romualdo consiste en un squelette partiel dépourvu du crâne depuis catalogué MN 4819-V. Signalé pour la première fois en 1991, le spécimen est classé par Kellner parmi les Spinosauridae en 2001 en raison de ses hautes épines neurales sacrées et de l'élargissement de la griffe manuelle,,. Ce squelette est entièrement décrit en 2010 dans une thèse encore inédite rédigée par Machado. Un membre postérieur incomplet mentionné en 2011, catalogué MPSC R-2089, pourrait également appartenir aux Spinosauridae. En 2018, Tito Aureliano (en) et son équipe décrivent une partie d'un tibia gauche provenant d'un individu particulièrement grand, catalogué LPP-PV-0042. À l’instar de nombreux fossiles issus du bassin d'Araripe (en), la majorité des spécimens de spinosauridés de la formation de Romualdo ont été prélevés sans contrôle scientifique et intégrés au commerce illégal de fossiles. Par conséquent, de nombreux restes présentent des altérations partielles et sont dépourvus de données géologiques précises sur leur site d’origine,,.
Certains de ces restes postcrâniens furent utilisés comme base pour la création d'une réplique squelettique d’Angaturama, plus tard montée au musée national de l'université fédérale de Rio de Janeiro,,. Le squelette représente l'animal portant dans ses mâchoires un ptérosaure de la famille des anhangueridés. Il s'agit de la pièce maîtresse de l'exposition Dinossauros no Sertão, qui ouvre ses portes au public en mars 2009, devenant ainsi le premier grand dinosaure carnivore brésilien à y être exposé,. Certains des éléments postcrâniens originaux (incluant le bassin osseux et les vertèbres sacrées) furent présentés à côté de la monture,. Dans la plupart des communiqués de presse publiées lors de l'ouverture de l'exposition, Kellner laisse implicitement entendre que le spécimen MN 4819-V proviendrait d’Angaturama,. Cela se reflète également dans l’inclusion du spécimen dans la monture squelettique. En 2011, un troisième spinosauridé brésilien, Oxalaia quilombensis, est nommé et décrit à partir de fossiles provenant de la formation d'Alcântara du groupe d'Itapecuru, dans le bassin de São Luís. Cette espèce de plus grande taille, connue uniquement par un fragment isolé de l'extrémité du museau et de la mâchoire supérieure, a vécu durant le Cénomanien, soit environ six à neuf millions d'années après Irritator et Angaturama. O. quilombensis se distingue d’A. limai de par son museau plus large et plus arrondi ainsi que de l'absence de crête sagittale sur les prémaxillaires. En septembre 2018, un incendie survient dans le palais abritant le musée national, détruisant en grande partie les collections de fossiles et peut-être même la monture squelettique d’Angaturama ainsi que les éléments fossiles qui lui étaient attribués et exposés. L'holotype d’O. quilombensis, qui était alors stocké dans le même bâtiment, fut suspecté d'avoir été détruit, avant d'être finalement retrouvé, bien que fortement endommagé.

## Description

### Mensurations

Taille estimée des spécimens holotypes d’Irritator (en vert clair) et d’Angaturama (en vert foncé) avec un humain.

Même selon les estimations maximales, Irritator s'avère être plus petit que les autres spinosauridés connus. Gregory S. Paul calcule la longueur de l'animal à 7,5 m pour une masse corporelle d'une tonne. Thomas R. Holtz Jr. publie une estimation plus élevée de 8 m, avec un poids compris entre 0,9 et 3,6 tonnes,. Les estimations faites par Dougal Dixon (en) sont plus basses, l'auteur donnant 6 m de long pour 2 m de haut. Une fois mises à l'échelle par Aureliano et ses collègues, les reconstitutions par l'étude de Sales et Schultz fournissent une longueur de 6,5 m pour l'holotype d’I. challengeri et de 8,3 m pour l'holotype d’A. limai. Certains os du crâne de l'holotype d’I. challengeri ne sont pas encore complètement co-ossifiées (fusionnés), indiquant que le spécimen aurait été un subadulte. Le squelette partiel du spinosauriné catalogué MN 4819-V représente un individu de taille moyenne, estimé par Machado comme atteignant 5 à 6 m de long. De nombreux éléments de ce spécimen ont été intégrés à la monture squelettique exposée au musée national de Rio de Janeiro, mesurant 6 m de long pour 2 m de haut,,,. Les spinosauridés de la formation de Romualdo auraient probablement atteint des dimensions supérieures. Bien que le spécimen LPP-PV-0042 ne soit représenté que par un fragment de tibia, Aureliano et ses collègues estiment sa longueur à environ 10 m. Par ailleurs, l’analyse histologique suggère qu’il s’agissait d’un subadulte, ce qui implique qu’un individu pleinement mature aurait pu être encore plus grand.

### Anatomie de l'holotype d’Irritator challengeri

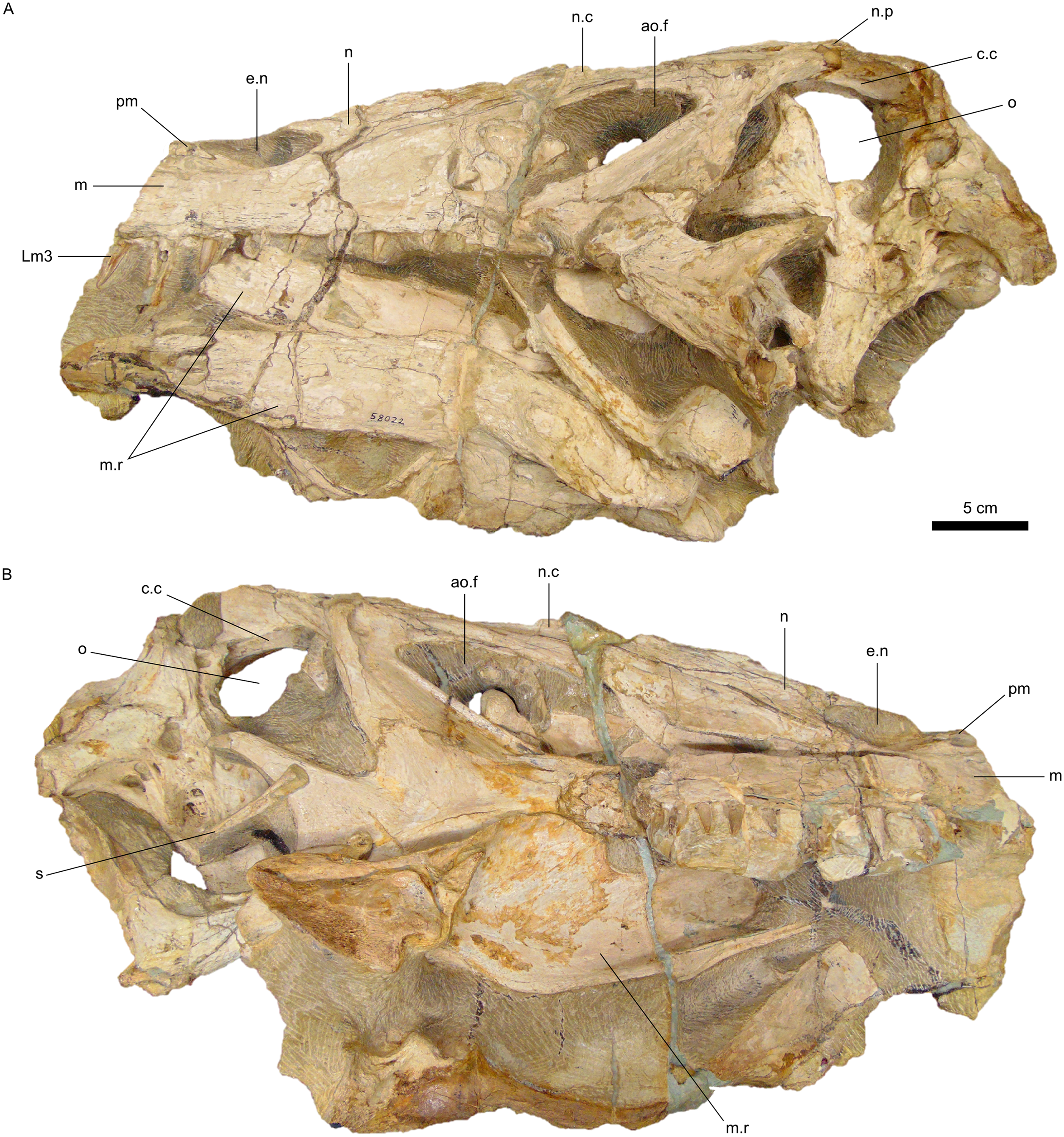
Vu en deux côtés du crâne holotype d’I. challengeri.

Le crâne holotype d’I. challengeri, bien que fortement endommagé par endroits, est en grande partie complet, celui-ci ne manquant que l'extrémité du museau et l'avant de la mandibule. Le crâne préservé tel quel mesure 16,5 cm de haut et 10 cm de large. D'après les comparaisons faites avec le genre apparenté Baryonyx, la longueur totale du crâne holotype est néanmoins estimée à 60 cm. Le crâne d’Irritator est long, étroit et légèrement triangulaire en section transversale. La boîte crânienne est inclinée vers l'arrière et est  plus profonde que longue. Un museau allongé et bas s'étendait à partir de celui-ci, avec les deux côtés relativement plats et légèrement inclinés vers la ligne médiane du crâne. Seules les extrémités postérieures des prémaxillaires (os du museau les plus en avant) appariés restent intactes, formant les parties supérieures et inférieures des bords antérieurs des narines externes. Comme chez tous les spinosauridés, les maxillaires s'étendent sous et au-delà des narines en une longue branche basse qui forme le bord inférieur de cette ouverture, séparant ainsi les prémaxillaires des os nasaux à cet endroit. Les sinus maxillaires d’Irritator présentent une grande ouverture ovale, comme chez Allosaurus. Les ouvertures des narines sont ovales et, comme chez tous les spinosauridés, situées plus en arrière sur le crâne que chez les théropodes typiques. Les narines d’Irritator sont proportionnellement et à l'échelle plus petites que chez Suchomimus et Baryonyx, mais plus grandes que celles de Spinosaurus,. L'ouverture située derrière l'orbite oculaire, la fosse temporale latérale, est très large, tandis que la fenêtre antéorbitaire, située devant les yeux, est longue et elliptique. L'orbite elle-même est profonde et plus large en haut qu'en bas. L'os lacrymal sépare l'orbite de la fenêtre antéorbitaire, formant les bords postérieurs supérieur et inférieur de cette dernière par deux processus formant un angle de 40°, tout comme chez Baryonyx, où il forme un angle de 35°. Contrairement à ce dernier, l'os lacrymal d’Irritator ne forme pas de noyau corné osseux. L'os préfrontal est large et robuste, tandis que le frontal, plus fin et situé derrière le préfrontal, est lisse et concave à son sommet, ces deux os formant le bord supérieur de l'orbite.

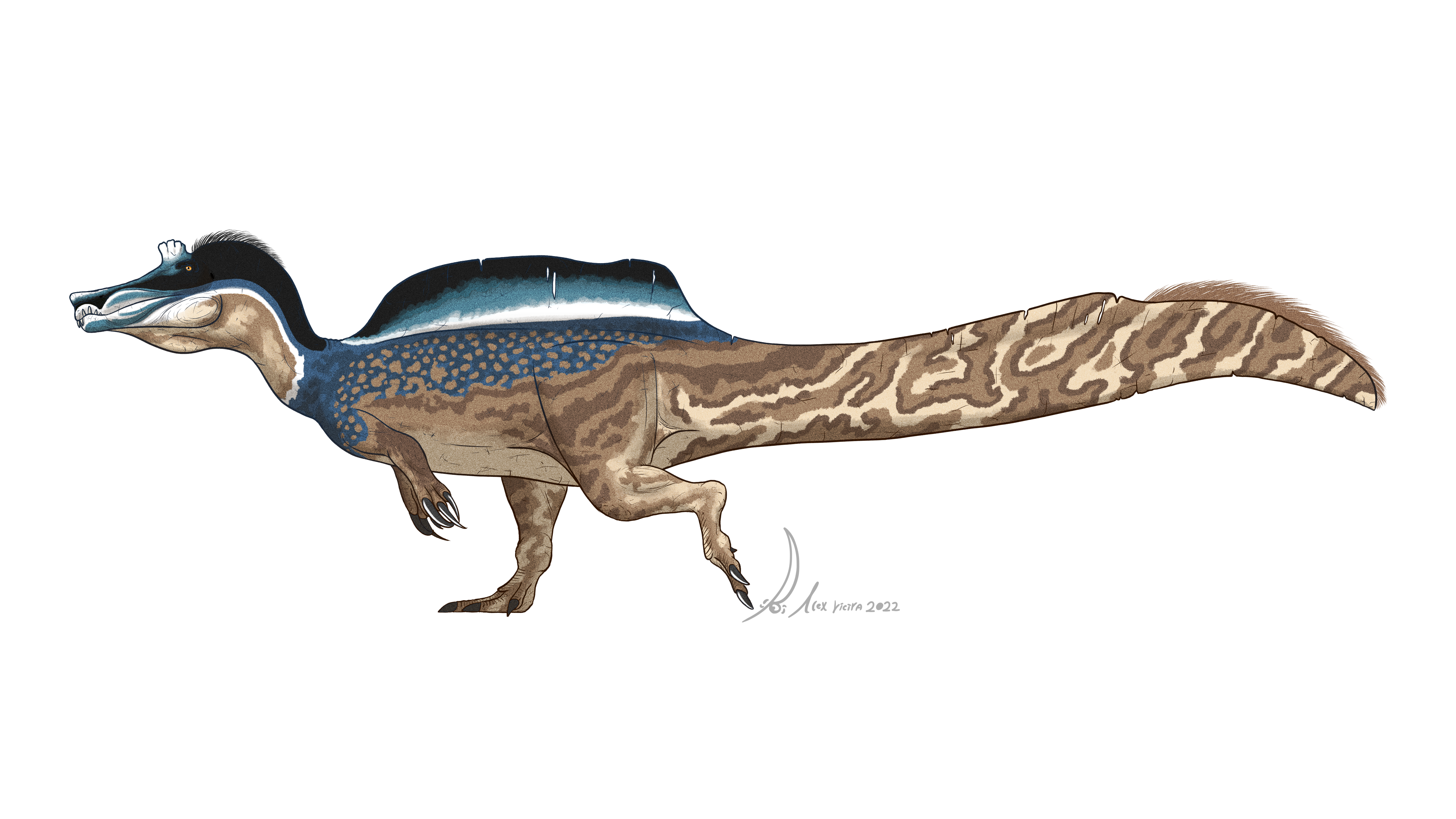
Reconstitution hypothétique de l'animal.

Une fine crête sagittale, construite à partir des os nasaux allongés, s'étend le long de la ligne médiane du crâne avant de s'arrêter juste au-dessus de l'œil dans un renflement légèrement aplati. Bien que la forme complète et la hauteur de cette structure soient inconnues chez Irritator, ces crêtes céphaliques sont courantes chez les spinosauridés, ayant peut-être servi dans des parades nuptiales lors du vivant du l'animal. La partie préservée de la crête d’Irritator est plus profonde au-dessus de la fenêtre antéorbitaire et ne présente pas les crêtes verticales observées sur la crête de Spinosaurus. Comme d'autres membres de sa famille, Irritator possède une longue structure osseuse sur le palais, appelée palais secondaire, séparant la cavité buccale de la cavité nasale. Cette caractéristique est observée chez les crocodiliens actuels, mais est absente chez la plupart des dinosaures théropodes,. Tout comme ses proches parents, Irritator présente deux ouvertures supplémentaires sur le toit crânien appelées fenêtres postnasales, ainsi que de longs processus basiptérygoïdes (des extensions osseuses reliant la boîte crânienne au palais), qui sont partiellement divergents. L'arrière de la mâchoire inférieure est profond, la partie postérieure de sa face supérieure étant principalement constituée d'un grand os surangulaire, s'articulant avec l'os angulaire, plus superficiel et situé en dessous. La fenêtre mandibulaire (une ouverture latérale de la mâchoire inférieure) est ovale et relativement large. Le dentaire (l'os portant les dents dans la mandibule chez les diapsides) est inconnu chez Irritator, à l'exception d'un possible vestige situé à l'avant du surangulaire. L’holotype d’I. challengeri compte parmi les rares fossiles de dinosaures non aviens où un étrier y est préservé.

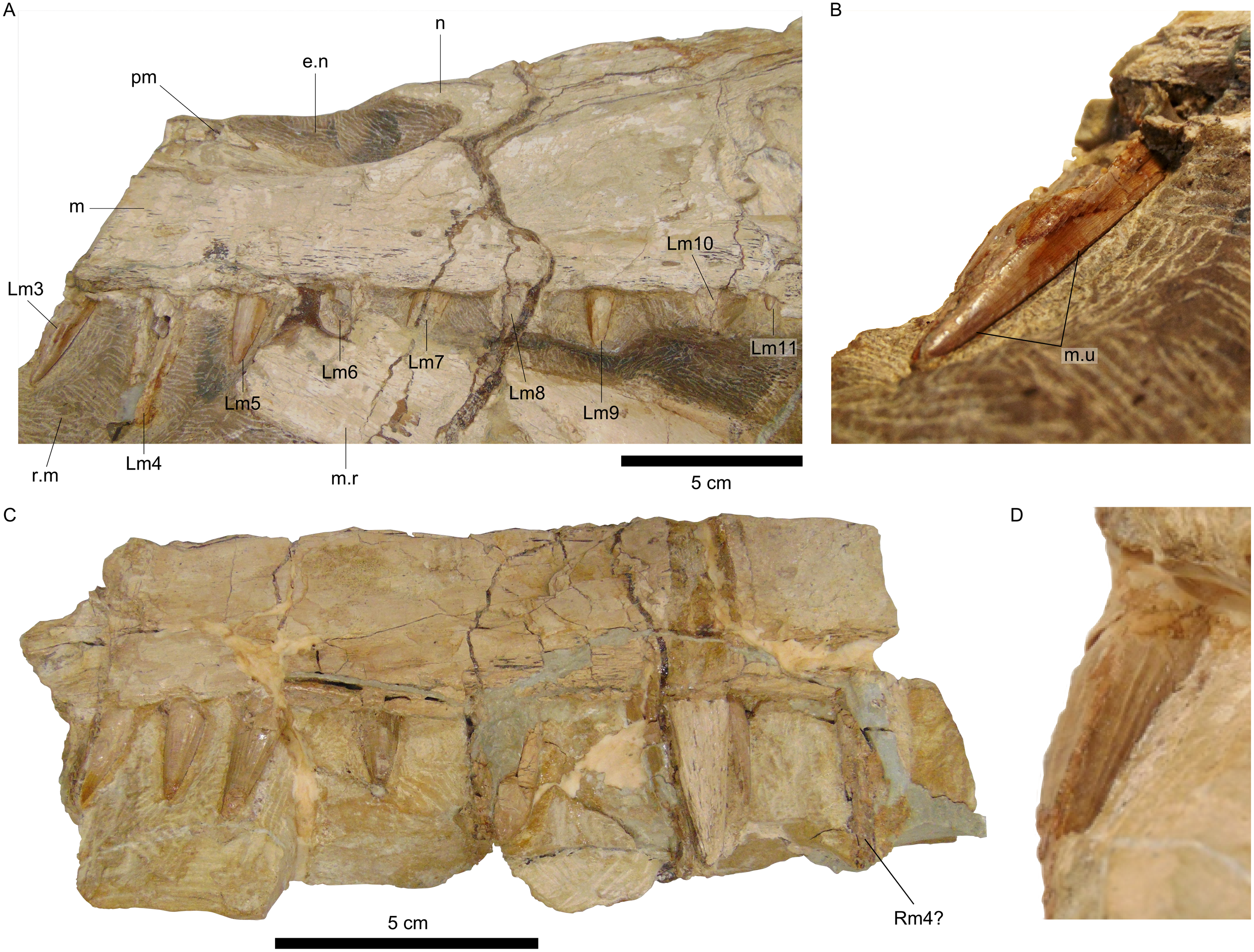
Gros plan de la mâchoire supérieure et de la dentition de l'holotype d’Irritator.

Irritator possède des dents coniques droites ou légèrement recourbées, aux bords nets mais non dentelées. Ses couronnes dentaires sont ornées de cannelures (crêtes longitudinales), une caractéristique dentaire courante chez les spinosauridés,. Les dents d’Irritator sont cannelées des deux côtés, comme chez Spinosaurus, tandis que celles de Baryonyx ne le sont que sur la face lingual (le côté tourné vers la langue). Les dents d’Irritator sont circulaires en section transversale, contrairement à la plupart des dents de théropodes, dont l'aplatissement latéral est caractéristique. L'émail dentaire est fin, avec une texture finement ridée, également observée chez Baryonyx. Les deux maxillaires d’Irritator conservent neuf dents, bien que les couronnes du maxillaire gauche soient plus intactes et que l'on trouve des traces d'une dixième dent dans la matrice rocheuse. Les dents sont profondément insérées dans la mâchoire et largement espacées vers l'avant du maxillaire. Les première et deuxième dents maxillaires conservées sont les plus grandes, avec une longueur de couronne respectives de 32 mm et 40 mm. La taille des sept dents restantes rétrécissent progressivement vers l'arrière, l'une des dernières mesurant 6 mm de longueur de couronne estimée. Les tomodensitométries réalisées sur l'holotype révèlent la présence de dents de remplacement de chaque côté de la mâchoire supérieure. Leurs racines pénètrent profondément dans les maxillaires et convergent près de la ligne médiane, atteignant presque le sommet du crâne,. D'après les comparaisons faites avec les proches parents d’Irritator, les maxillaires furent probablement tapissés d'un total de onze dents chacun, similaire au nombre de douze dents chez un spécimen catalogué MSNM V4047, un fossile de mâchoire supérieure référé à Spinosaurus. La dent la plus postérieure du maxillaire gauche de l'holotype d’Irritator n'est pas encore complètement sortie et seule sa pointe est visible.

### Anatomie de l'holotype d’Angaturama limai

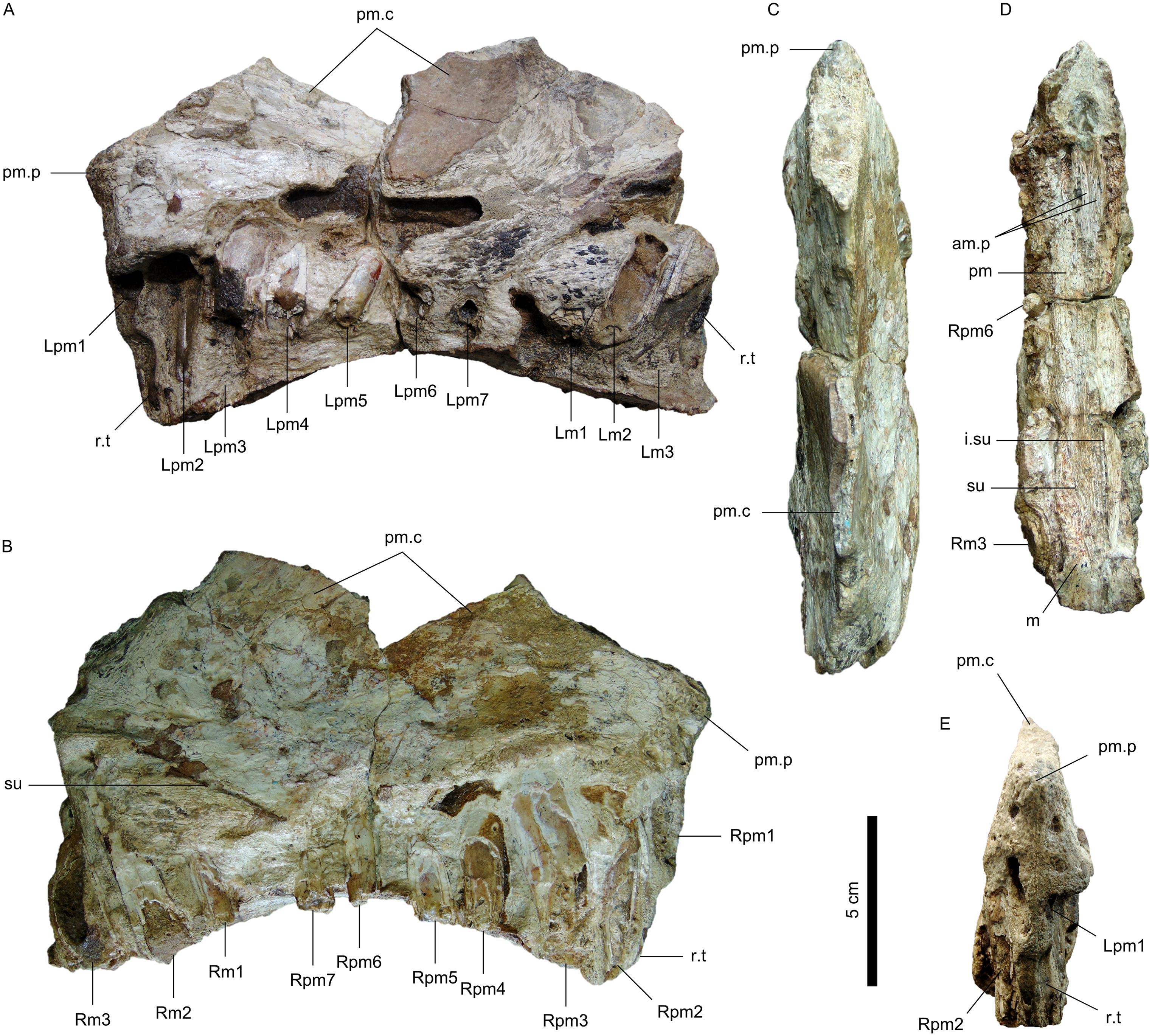
Vue sous différents angles de l'holotype d’A. limai.

L'holotype d’A. limai ne comprend que la partie antérieure de la mâchoire supérieure, comprenant les extrémités des prémaxillaires appariés et les extrémités antérieures des maxillaires. Le spécimen mesure 19,2 cm de haut et 11 cm de long, la largeur de la région palatine étant de 4 à 5 mm. La suture entre le maxillaire et le prémaxillaire est irrégulière à l'avant et se redresse vers l'arrière. Le bord inférieur des prémaxillaires est concave, atteignant son apex au niveau de la sixième dent prémaxillaire. L'avant du museau est élargi, formant la rosette terminale en forme de cuillère caractéristique des spinosauridés. Cette face inférieure concave des prémaxillaires complète une extrémité de mandibule convexe et élargie. Les prémaxillaires se connectent les uns aux autres en bas pour former le palais secondaire d’Angaturama, qui est également partiellement alimenté par deux processus s'étendant à partir des maxillaires. Le museau est fortement comprimé latéralement, et les prémaxillaires s'amincissent légèrement vers le haut pour former une haute crête sagittale de 1 à 2 mm d'épaisseur. Cette crête est plus large et s'étendait plus loin vers l'avant que chez les autres spinosauridés connus. La partie antérieur du bord supérieur du prémaxillaire présente un petit renflement surplombant la base de la crête. Ce renflement est apparemment endommagé sur sa face supérieure, indiquant que le sommet de la crête pouvait s'étendre encore plus loin et vers l'avant à partir de ce point. L'avant du museau de l'holotype présente donc une marge verticalement droite ou concave, atypique par rapport aux museaux plus légèrement inclinés des autres spinosauridés,.
Au niveau du prémaxillaire, une dent cassée avec une couronne partielle est connue. Les dents isolées sont fortement allongées et droites, présentant des couronnes coniques non dentelées mesurant 6 à 40 mm de long. Cela suggère un remplacement dentaire continu, avec de nouvelles dents poussant entre les anciennes. Selon les alvéoles dentaires, le prémaxillaire comporte sept dents au total, la troisième étant la plus grande. Les trois dents antérieures du maxillaire sont également conservées. Les dents prémaxillaires augmentent en taille de la première à la troisième, diminuent de la troisième à la sixième, puis augmentent à nouveau jusqu’à la troisième dent du maxillaire. Un diastème (espace dans la rangée dentaire) de 16 cm sépare la dernière dent du prémaxillaire de la première dent du maxillaire.

### Squelette postcrânien

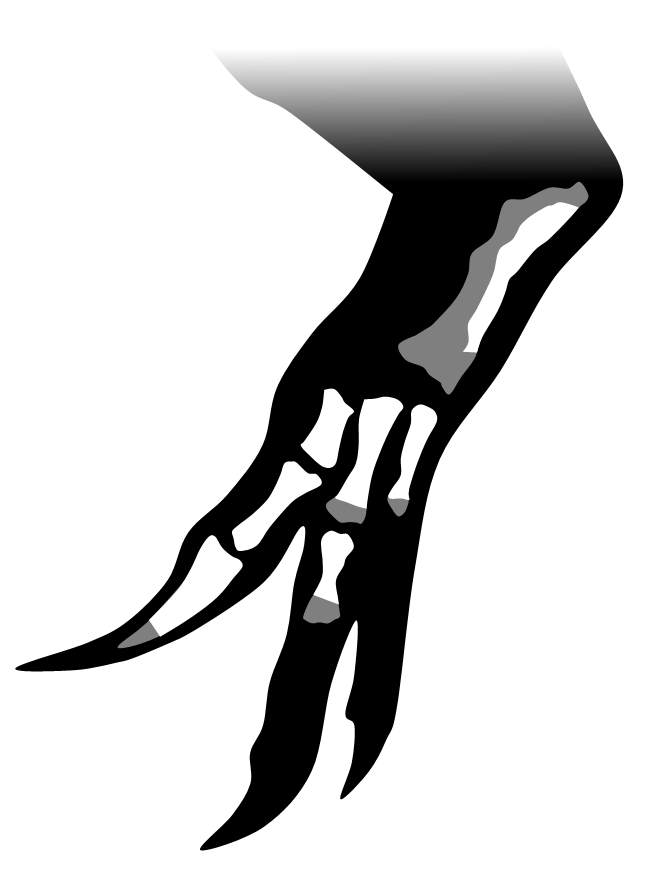
Diagramme des os fossiles du bras du spécimen MN 4819-V. La main de ce spécimen est d'ailleurs la plus complète connue chez les spinosauridés.

Bien qu'aucun reste squelettique n'ait été découvert avec la pointe du museau holotype d’Angaturama, le squelette partiel catalogué MN 4819-V peut potentiellement appartenir au genre,,,. Néanmoins, l'absence de matériel fossile se chevauchant entre les deux spécimens, les comparaisons directes ne peuvent pas être faites. Le spécimen MN 4819-V comprend un bassin osseux en grande partie intact, quelques vertèbres dorsales  et caudales, cinq vertèbres sacrées, un tibia et un péroné droits partiels, la majeure partie du fémur droit et une partie d'un ulna,. Le spécimen possède également la main la plus complète connue chez les spinosauridés, comprenant des métacarpes, des phalanges, un carpe et une griffe. Comme chez tous les spinosauridés, la griffe du premier doigt est élargie.
Les os du bassin sont bien préservés, le côté droit étant mieux articulé que celui de gauche. Les vertèbres sacrées fusionnées sont toujours attachées au bassin, qui est dépourvu des extrémités distales du pubis et des ischions. L'ilion de ce spécimen mesure 55,3 cm de long. L'expansion antérieure de l'ilion est courbée vers le bas et est légèrement plus courte et plus profonde que l'expansion postérieure. L'expansion antérieure de l'ilion est aussi légèrement élargie vers l'avant, contrastant avec la forme plus fine de l'expansion postérieure. La fossette courte de l'expansion postérieure est concave, tout comme le bord postérieur de l'ischion. Le pubis présente une échancrure obturatrice relativement large et presque fermée, une indentation dans le bord inférieur de la partie postérieure de l'os permettant le passage du nerf obturateur. Comme chez la plupart des spinosauridés, les épines neurales des vertèbres sacrées sont allongées et projetées vers le haut. Durant le vivant du spécimen, ces derniers furent recouverts de peau, formant une sorte de « voile » le long du dos de l'animal,. Le spécimen MN 4819-V se distingue de Suchomimus de par son ilion plus long et moins profond ayant une marge supérieure moins courbée,, et de Baryonyx en ayant un processus obturateur (en) plus développé, une structure en forme de lame présente sur le bas de l'ischion.

## Classification

Taille des différents spinosauridés comparés à un humain, Irritator étant montré en violet.

Martill et son équipe classent initialement Irritator comme un dinosaure maniraptorien dans le clade des Bullatosauria (un groupe qui n'est plus considéré comme monophylétique), le rapprochant donc des ornithomimosauriens et des troodontidés,. Sa morphologie dentaire étant caractérisée par un museau allongé et une crête supposée en forme de nageoire, des traits inconnus chez les autres maniraptoriens, cela conduit les chercheurs à ériger une nouvelle famille, les Irritatoridae, au sein de ce clade. Ils reconnaissent les affinités d’Irritator avec Spinosaurus, les deux partageant des dents similaires, dépourvues de dentelures. Toutefois, ils notent que la mandibule de Spinosaurus ne correspondrait pas à l’avant de la mâchoire supérieure d’Irritator, et relevèrent que certains autres dinosaures non aviens, tels Compsognathus et Ornitholestes, ne présentent pas non plus de dentelures sur une partie ou l’ensemble de leur dentition. Certaines de ces conclusions sont remises en cause en 1996 par Kellner, qui observe que le crâne d’Irritator ne présente pas l’unique autapomorphie alors considérée comme propre aux maniraptoriens, à savoir la participation de l’os jugal (joue) à la fenêtre antéorbitaire. Il souligne en outre que, l’extrémité du museau de l’holotype d’I. challengeri étant manquante, il serait impossible de déterminer si le dentaire de Spinosaurus pouvait s’y ajuster. À partir de comparaisons faites avec ce dernier, Kellner conclut qu’Irritator appartient aux spinosauridés et met en synonymie les Irritatoridae à cette famille. En 2003, le paléontologue allemand Oliver Rauhut attribue Irritator aux Baryonychidae, aux côtés d’Angaturama, Baryonyx, Suchomimus et Spinosaurus. L'année suivante, Holtz et ses collègues considèrent les Baryonychidae comme synonymes des Spinosauridae et reclassent ces genres au sein de cette dernière famille, la plupart des révisions ultérieures confirmant ces classifications,. En tant que spinosauridés, Irritator et Angaturama sont placés dans la super-famille des Megalosauroidea, les Spinosauridae constituant un taxon frère potentiel des Megalosauridae.

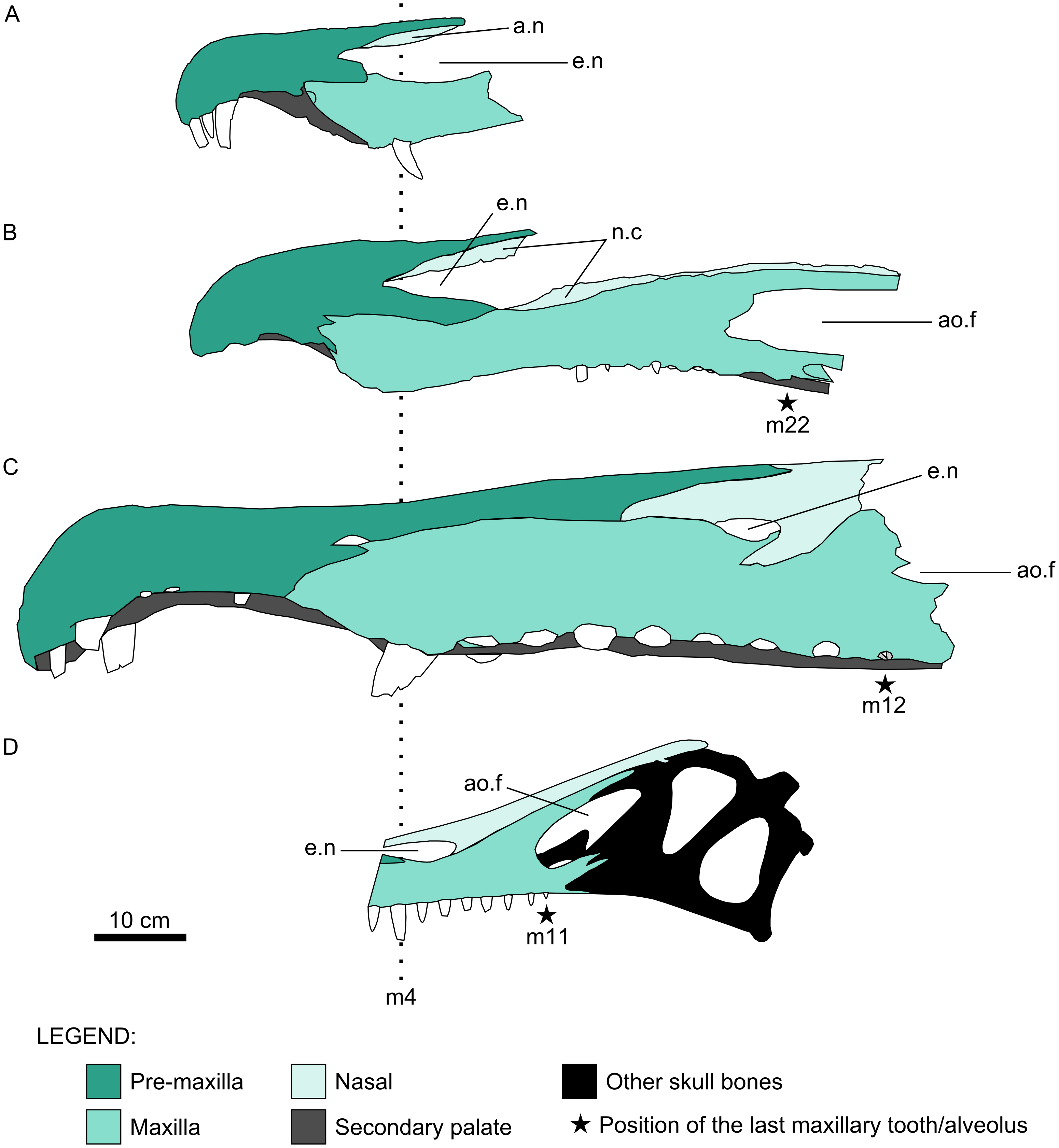
Diagramme illustrant les éléments crâniens d’Irritator (en bas) et d’autres spinosauridés, en comparant les positions relatives des narines externes (indiquées e.n.).

En 1998, Sereno et ses collègues définissent deux sous-familles au sein des Spinosauridae, basées sur des caractéristiques crânio-dentaires. Ils créent les Spinosaurinae, auxquels ils attribuent Spinosaurus et Irritator, et les Baryonychinae, comprenant Baryonyx, Suchomimus et Cristatusaurus. Les Spinosaurinae se distinguent par leurs dents non dentelées, plus droites et plus espacées, ainsi que par les premières dents prémaxillaires plus petites. En 2005, Dal Sasso et ses collègues supposent que les narines d’Irritator se situeraient au-dessus du milieu de la rangée de dents maxillaires, plus en arrière que chez les baryonychinés, mais moins que chez Spinosaurus. En 2017, Sales et Schultz découvrent que les narines d’Irritator se situent en réalité plus près de l’avant de la mâchoire, comme chez Baryonyx et Suchomimus, un positionnement généralement considéré comme caractéristique des baryonychinés. Néanmoins, Irritator possède également des dents non dentelées, un trait associé aux spinosaurinés. Sales et Schultz notent ainsi que les spinosauridés du bassin d'Araripe (en), Irritator et Angaturama, pourraient représenter des formes intermédiaires entre les baryonychinés plus anciens et les spinosaurinés plus récents, et que des recherches ultérieures pourraient éventuellement montrer que le premier groupe serait paraphylétique (non naturel).
Irritator se distingue également de Baryonyx, Suchomimus et Cristatusaurus par un nombre de dents maxillaires presque deux fois inférieur, et de Spinosaurus par des narines comparativement plus grandes et plus avancées, formées par le prémaxillaire contrairement à celles de Spinosaurus. L’étroite crête sagittale, qui se termine par un processus en forme de bouton au-dessus des frontaux, constitue une autre autapomorphie qui le différencie des autres spinosauridés. Bien que le museau d’A. limai soit généralement plus étroit que chez les autres spinosauridés, cela peut résulter de dommages subis par le fossile : l’holotype apparaît partiellement écrasé et fracturé sur son bord inférieur, certaines dents préservées étant sectionnées sur toute leur longueur. Ainsi, la seule autapomorphie valide d’Angaturama est sa crête sagittale, qui s’étend plus en avant sur le rostre et est plus prononcée que dans les autres crânes de spinosauridés connus,.
|  | Baryonyx   |
|  |            |
|  | Suchomimus |
|  |            |

|  | Irritator   |
|  |             |
|  | Spinosaurus |
|  |             |

|  | Baryonyx   |
|  |            |
|  | Suchomimus |
|  |            |

|  | Irritator   |
|  |             |
|  | Spinosaurus |
|  |             |

|  | Baryonyx   |
|  |            |
|  | Suchomimus |
|  |            |

|  | Irritator   |
|  |             |
|  | Spinosaurus |
|  |             |

|  | Baryonyx   |
|  |            |
|  | Suchomimus |
|  |            |

|  | Irritator   |
|  |             |
|  | Spinosaurus |
|  |             |

|  | Baryonyx   |
|  |            |
|  | Suchomimus |
|  |            |

|  | Irritator   |
|  |             |
|  | Spinosaurus |
|  |             |

|  | Baryonyx   |
|  |            |
|  | Suchomimus |
|  |            |

|  | Irritator   |
|  |             |
|  | Spinosaurus |
|  |             |

|  | Baryonyx   |
|  |            |
|  | Suchomimus |
|  |            |

|  | Irritator   |
|  |             |
|  | Spinosaurus |
|  |             |

|  | Baryonyx   |
|  |            |
|  | Suchomimus |
|  |            |

|  | Irritator   |
|  |             |
|  | Spinosaurus |
|  |             |

|  | Irritator                                               |
|  |                                                         |
|  | \| \| Oxalaia \| \| \| \| \| \| Spinosaurus \| \| \| \| |
|  |                                                         |
|  | Oxalaia                                                 |
|  |                                                         |
|  | Spinosaurus                                             |
|  |                                                         |

|  | Oxalaia     |
|  |             |
|  | Spinosaurus |
|  |             |

|  | Irritator                                               |
|  |                                                         |
|  | \| \| Oxalaia \| \| \| \| \| \| Spinosaurus \| \| \| \| |
|  |                                                         |
|  | Oxalaia                                                 |
|  |                                                         |
|  | Spinosaurus                                             |
|  |                                                         |

|  | Oxalaia     |
|  |             |
|  | Spinosaurus |
|  |             |

|  | Irritator                                               |
|  |                                                         |
|  | \| \| Oxalaia \| \| \| \| \| \| Spinosaurus \| \| \| \| |
|  |                                                         |
|  | Oxalaia                                                 |
|  |                                                         |
|  | Spinosaurus                                             |
|  |                                                         |

|  | Oxalaia     |
|  |             |
|  | Spinosaurus |
|  |             |

|  | Irritator                                               |
|  |                                                         |
|  | \| \| Oxalaia \| \| \| \| \| \| Spinosaurus \| \| \| \| |
|  |                                                         |
|  | Oxalaia                                                 |
|  |                                                         |
|  | Spinosaurus                                             |
|  |                                                         |

|  | Oxalaia     |
|  |             |
|  | Spinosaurus |
|  |             |

## Paléobiologie

### Alimentation

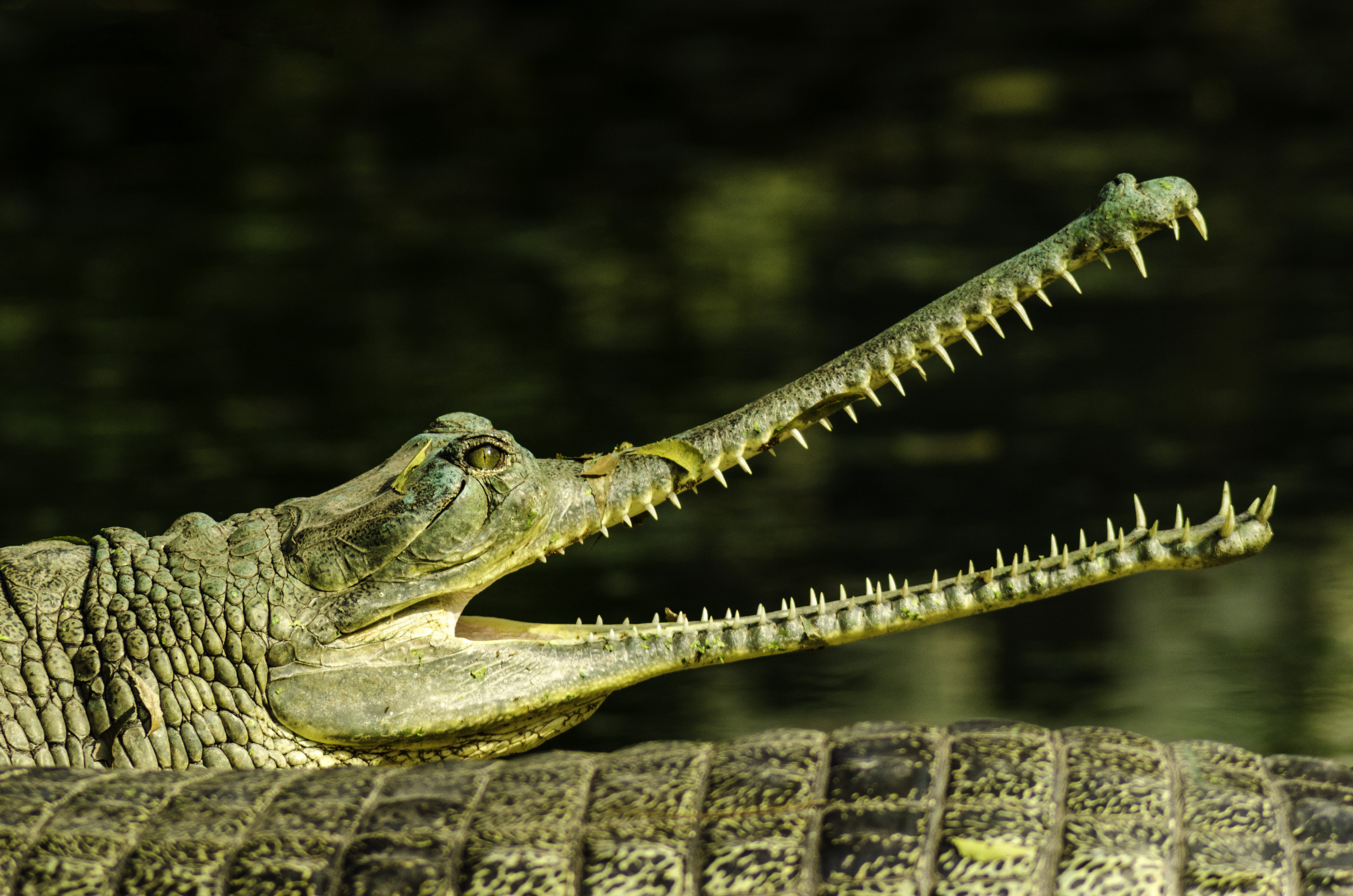
Tête d’un gavial du Gange, présentant des similitudes avec celle d’Irritator.

En 1996, Martill et ses collègues émettent l’hypothèse qu’I. challengeri, avec son museau allongé et ses dents coniques non dentelées, aurait probablement eu un régime alimentaire au moins partiellement piscivore. Bien qu’une grande partie de la morphologie de l’holotype se révèle très différente de ce qu’ils pensaient, des études ultérieures confirment toutefois ces observations,. Les spinosauridés ont des mâchoires très étroites et allongées avec des dents pointues relativement homogènes, une disposition que l’on trouve particulièrement chez des animaux comme le gavial du Gange, le crocodilien actuel le plus adapté au régime alimentaire piscivore,. Les longues dents coniques, qui chez les spinosaurinés ne possèdent pas de bords dentelés, conviennent à saisir et à maintenir les proies. Elles diffèrent des dents des autres théropodes, qui semblent adaptées à déchirer ou à découper les parties du corps saisies.

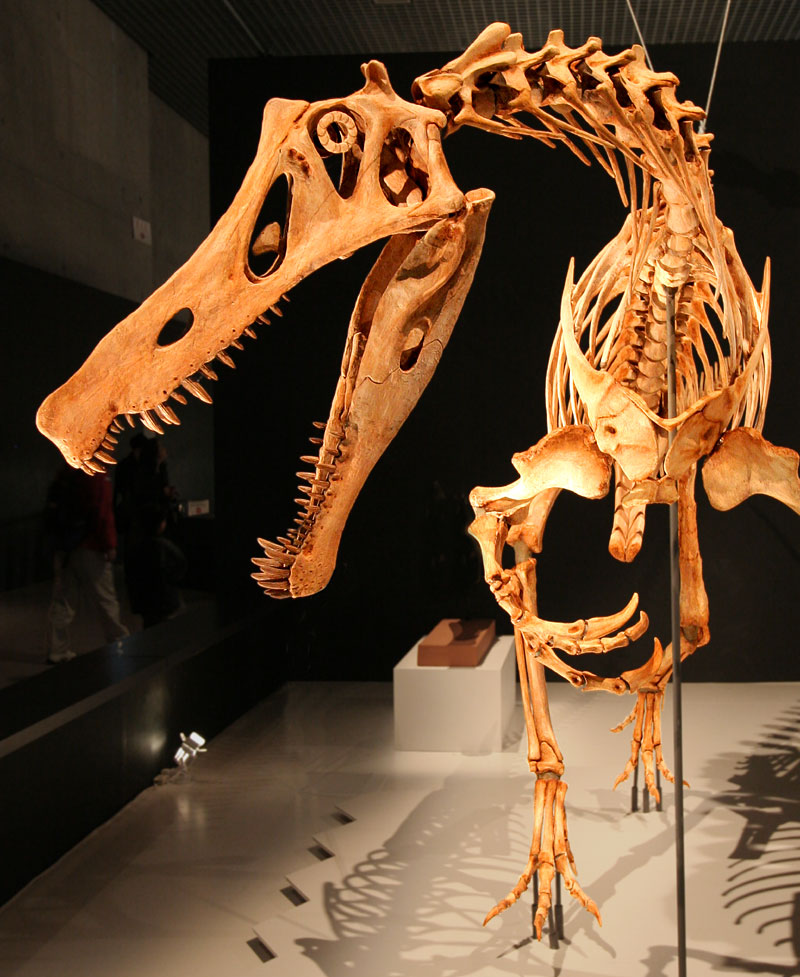
Gros plan du crâne et du cou reconstitués.

Irritator partage avec les crocodiliens un palais secondaire rigide et des fenêtres antéorbitales réduites. En 2007, une étude par analyse par éléments finis menée par la paléontologue britannique Emily J. Rayfield et ses collègues montre que ces traits, présents également chez d’autres spinosauridés, rendent le crâne plus résistant à la torsion lors de la manipulation des proies. Les auteurs soulignent qu’en revanche, la plupart des théropodes ne possèdent pas de palais secondaire et présentent de grandes fenêtres antéorbitales, privilégiant la légèreté du crâne au détriment de sa solidité,. Les narines d’Irritator se situent très en arrière par rapport à l’extrémité du museau. Cette position, combinée au palais secondaire qui sépare les voies nasales de l’intérieur de la bouche, permet à l’animal de respirer même lorsque la majeure partie de la mâchoire est sous l’eau ou contient une proie. La crête sagittale d’Irritator témoigne d’une musculature cervicale prononcée, nécessaire pour fermer rapidement les mâchoires face à la résistance de l’eau et retirer la tête avec force. En 2015, le paléontologue allemand Serjoscha W. Evers et ses collègues découvrent des preuves d’adaptations similaires chez le spinosauridé africain Sigilmassasaurus. Les vertèbres cervicales de ce genre présentent une face inférieure fortement sillonnée, ce qui correspond à l’insertion de puissants muscles cervicaux utilisés pour la pêche ou la capture rapide de petites proies, une caractéristique également observée chez les crocodiliens et les oiseaux actuels. En 2017, Sales et Schultz trouvent qu’Irritator et les baryonychinés pourraient s’être davantage appuyés sur leur sens de l’olfaction pour chasser que Spinosaurus, car ils possèdent des narines plus grandes, moins reculées, et plus d’espace dans le crâne pour la cavité nasale. Spinosaurus lui-même utilisait probablement davantage des sens comme la vision ou les mécanorécepteurs situés à l’extrémité de son museau, semblables à ceux des crocodiliens, pour détecter les proies se déplaçant dans l’eau.

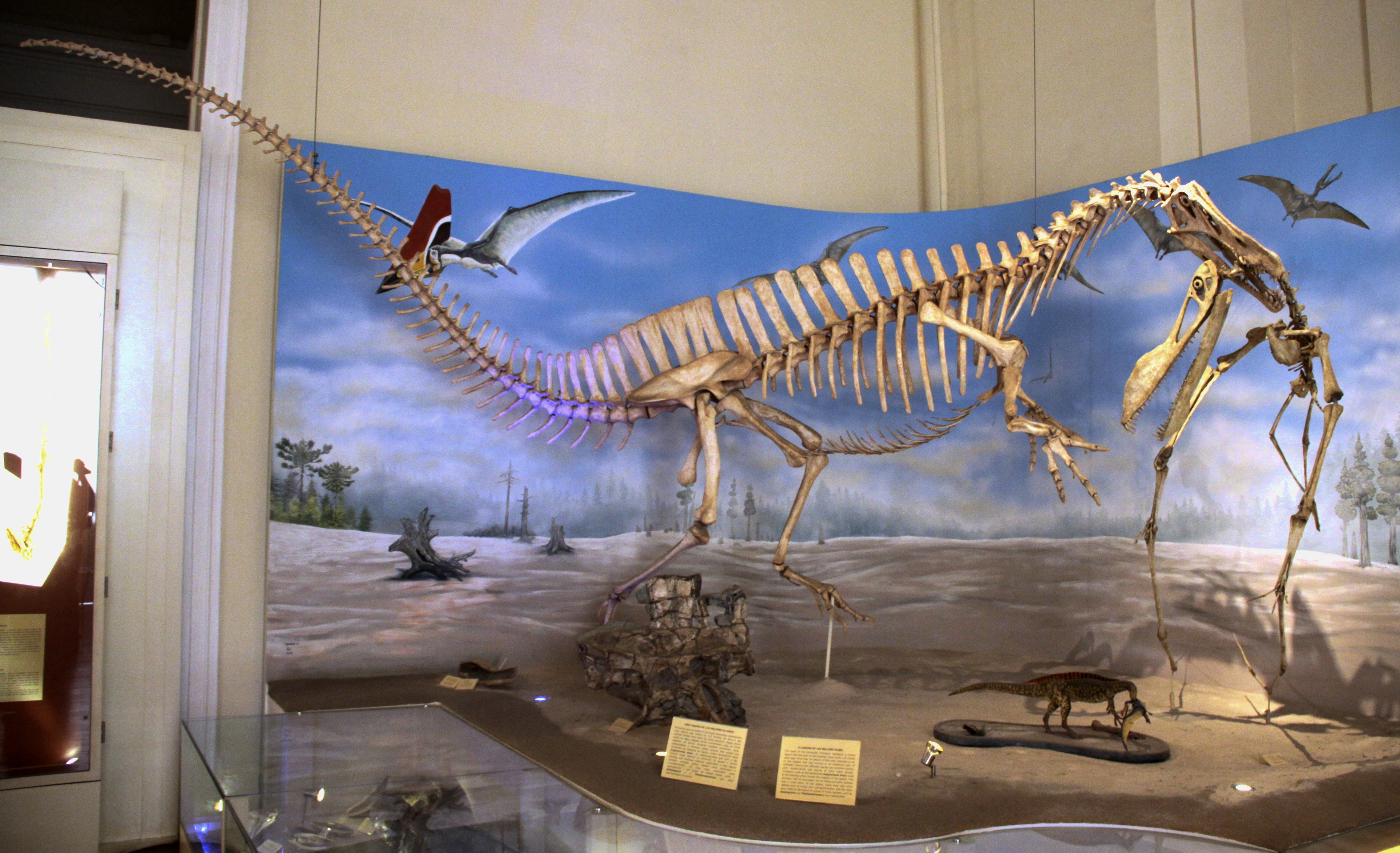
Vue d'ensemble de la monture squelettique exposée au musée national de Rio de Janeiro, dépeignant l'animal en train de dévorer un ptérosaure de la famille des anhangueridés.

Un autre trait que les spinosauridés partagent avec les gavials est l’extrémité du museau élargie, équipée d’un ensemble de dents entrecroisées en forme de rosette, adaptée pour empaler et attraper les poissons. Bien que dans une moindre mesure que chez la plupart des spinosauridés connus, ce trait est également présent sur l’holotype d’A. limai. En 2002, Sues et ses collègues soulignent cependant qu’il n’y a aucune raison de penser que les spinosauridés se spécialisaient entièrement dans la pêche. Ils insistent plutôt sur le fait que cette morphologie crânienne indique un régime alimentaire généraliste, ciblant notamment de petites proies. En effet, des restes d’un jeune Iguanodon, un dinosaure herbivore, se trouvent dans le squelette holotype de Baryonyx. En 2004, Naish et ses collègues soutiennent qu’Irritator chassait à la fois des animaux aquatiques et terrestres en tant que mangeur généraliste des zones côtières et recherchait probablement aussi des charognes. Une dent appartenant à Irritator se trouve encore insérée dans la colonne vertébrale fossile d’un ptérosaure de la famille des anhangueridés, probablement d’une envergure de 3,3 m. Cela démontre qu’Irritator s'est également nourrit de ptérosaures, bien qu’on ignore s’il chassait activement ces animaux ou s’il se contentait de récupérer leurs restes,,. En 2018, Aureliano et ses collègues présentent un scénario possible pour le réseau trophique de la formation de Romualdo. Les chercheurs proposent que les spinosaurinés de cette formation se nourrissaient également de crocodyliformes terrestres et aquatiques, de juvéniles de leur propre espèce, de tortues et des dinosaures de taille petite à moyenne. Cela fait ainsi des spinosaurinés les prédateurs dominants de cet écosystème.
Des examens et reconstructions numériques d’Irritator faite par Schade et ses collègues en 2023 suggèrent que la mandibule de ce spinosauridé pouvait avoir pivoté et s’ouvrir latéralement, avec une ouverture similaire à celle des pélicans modernes, cela permettant à ce théropode d’avaler des proies très volumineuses. L’analyse révèle également qu’il possède une morsure très faible mais rapide. L’étude confirme en outre qu’Irritator posséderait probablement une vision binoculaire et tiendrait son museau dans une orientation inclinée.

### Habitudes aquatiques
De nombreux spinosauridés présentaient probablement des habitudes semi-aquatiques, comme le démontrent des études fondées sur l’analyse isotopique et l’histologie osseuse. Ces recherches indiquent qu’ils exploitaient vraisemblablement les proies et environnements aquatiques (généralement des habitats marginaux et côtiers) afin d’occuper une niche écologique distincte, évitant ainsi la compétition avec des théropodes plus terrestres,. Les spinosaurinés semblent avoir été plus adaptés à de tels modes de vie que les baryonychinés,. En 2018, le paléontologue britannique Thomas M. S. Arden et ses collègues examinent la morphologie des os crâniens des spinosaurinés afin d’y identifier d’éventuels caractères aquatiques. Ils constatent que les os frontaux d’Irritator, de Spinosaurus et de Sigilmassasaurus présentent des similitudes : arqués, concaves sur le dessus et rétrécis vers l’avant, des traits qui auraient conduit à une position des yeux plus élevée que chez d’autres théropodes. Chez Irritator en particulier, la mâchoire inférieure large et les os frontaux rétrécis orientent les orbites vers la ligne médiane du crâne, alors que la plupart des théropodes possèdent des orbites latérales. Ces caractéristiques lui permettaient probablement de voir au-dessus de la ligne de flottaison lorsque l'animal fut immergé.
En 2018, Aureliano et ses collègues analysent un fragment de tibia provenant de la formation de Romualdo. Le scan tomodensitométrique réalisé à l’université de São Carlos (en) révèle la présence d’ostéosclérose, c’est-à-dire une densité osseuse élevée. Cette condition n'avait été observée auparavant que chez Spinosaurus, comme un possible moyen de faciliter l'immersion dans l'eau en rendant ses os plus lourds. Selon le principe du phylogenetic bracketing (en) (une méthode utilisée pour déduire des caractères inconnus en les comparant avec ceux des organismes apparentés), l’ostéosclérose pourrait donc constituer la norme chez les Spinosaurinae. L’importance de ces traits est remise en question dans une publication ultérieure de 2018, où le paléobiologiste canadien Donald Henderson soutient que l’ostéosclérose n’altère pas de manière significative la flottabilité d’un théropode.

### Neuroanatomie et sens

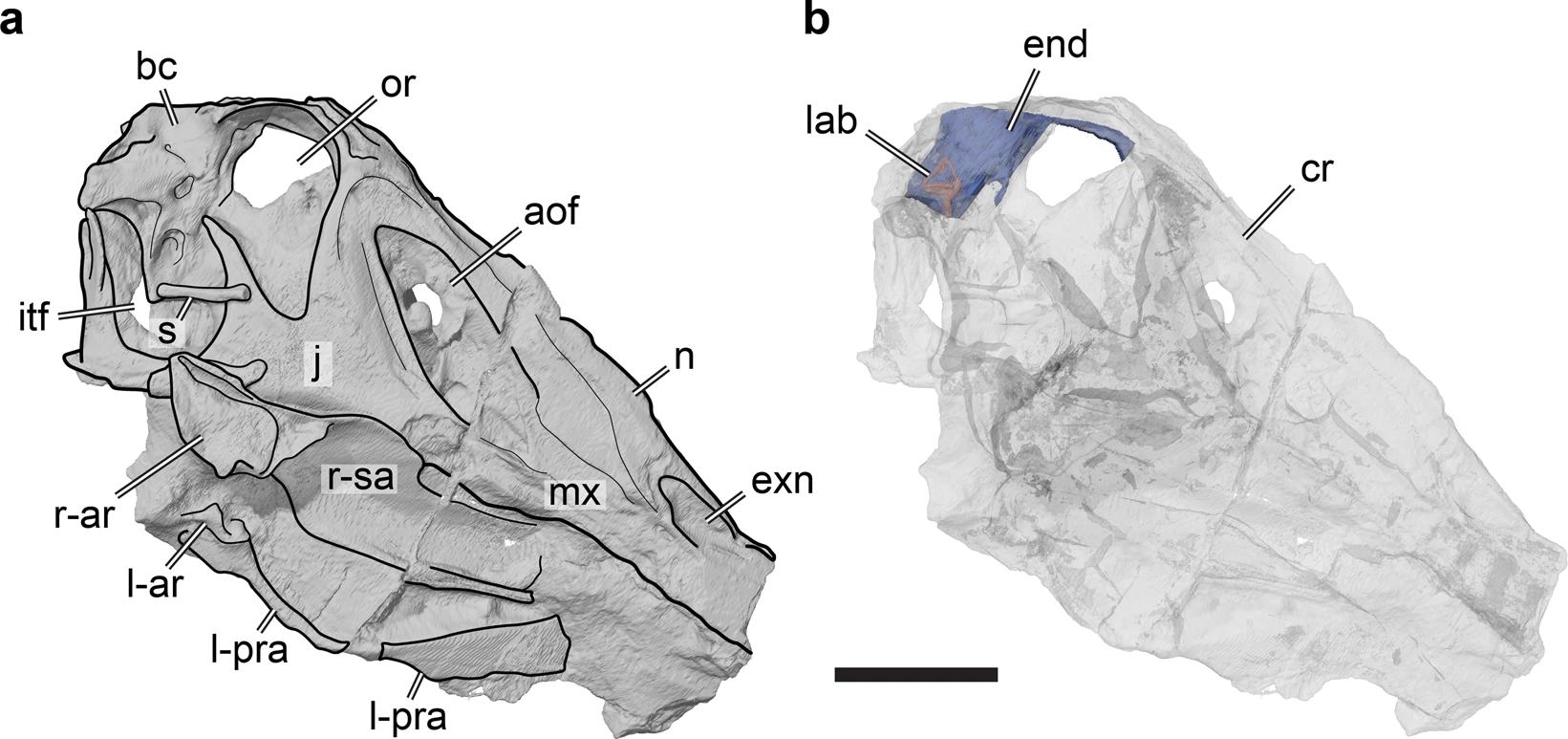
Tomodensitométrie de l'holotype d’I. challengeri montrant l'endocaste et le labyrinthe osseux.

En 2020, Schade et ses collègues analysent l'anatomie de la boîte crânienne de l'holotype par tomodensitométrie, révélant de nombreux détails sur les capacités comportementales d’Irritator. Grâce à ces scans, les auteurs créé un modèle 3D du crâne et de la boîte crânienne, découvrant qu’Irritator possédait des voies olfactives allongées et un récessus floculeux (une zone qui traverse les canaux semi-circulaires et relie le cerveau à l'oreille interne) relativement large. Le flocculus (en) lui-même est un élément important de la coordination et du contrôle des mouvements de la tête et des yeux lors de la stabilisation du regard, car il intervient dans la coordination des réflexes vestibulo-oculaires et vestibulo-colliques (en). Le flocculus semble être élargi chez les taxons qui dépendent de mouvements rapides de la tête et du corps. De plus, la partie vestibulaire du labyrinthe osseux présente un large canal semi-circulaire antérieur et un canal semi-circulaire latéral.
Les récessus flocculaires et le canal semi-circulaire indiquent qu’Irritator pouvait coordonner de rapides mouvements de la tête et tiendrait son museau incliné vers le bas, ce qui permettrait une vision stéréoscopique vers l’avant, dégagée, essentielle à la perception des distances et donc à des mouvements précis de saisie avec le museau. Ces inférences semblent correspondre à un mode de vie piscivore. Les chercheurs notent également que le conduit cochléaire (en) relativement bien développé pourrait permettre une fréquence auditive moyenne d’environ 1 950 Hz, avec une largeur de bande de 3 196 Hz. Toutefois, ils considèrent ces valeurs comme de simples estimations et établissent une plage globale de 350 à 3 550 Hz, plaçant ainsi l’ouïe d’Irritator en dessous de celle des oiseaux mais au-dessus de celle des crocodiles.

## Paléoécologie

### Taphonomie
La taphonomie du spécimen holotype d’I. challengeri, correspondant aux modifications survenues entre la mort et la fossilisation, fait l’objet de discussions parmi les chercheurs. Le crâne repose sur le côté lors de sa découverte. Avant la fossilisation, plusieurs os situés à l’arrière de la boîte crânienne, ainsi que les os dentaire, splénien (en), coronoïde et angulaire droits de la mâchoire inférieure, sont perdus. D’autres os, principalement localisés à l’arrière du crâne, se désarticulent et se déplacent vers d’autres régions de la tête avant l’enfouissement. En 2004, Naish et ses collègues soutiennent que la faune de dinosaures de la formation de Romualdo correspondrait à des animaux morts à proximité des rivages ou des cours d’eau, puis entraînés vers la mer, où leurs carcasses flottantes auraient fini par se fossiliser. En 2018, Aureliano et ses collègues réfutent ce scénario en soulignant que la mandibule de l’holotype d’I. challengeri est préservée en articulation avec le reste du crâne, alors qu’elle se serait probablement détachée si la carcasse avait flotté en mer. Ils relèvent également que le squelette, en raison de son ostéosclérose, entraîne un enfoncement rapide du cadavre. Les auteurs concluent ainsi que les fossiles du groupe de Santana correspondent à des organismes enfouis dans leur habitat naturel plutôt qu’à des dépôts allochtones (en), c'est-à-dire ailleurs qu'à leur position actuel.

## Controverse
À la suite de la publication de l’étude de réévaluation en mai 2023, la conservation de l’holotype d’I. challengeri dans une collection allemande suscite des critiques. Les auteurs incluent une « déclaration éthique » reconnaissant les débats récents autour des enjeux éthiques et juridiques liés à la recherche sur les fossiles brésiliens,. Toutefois, selon les auteurs, les fossiles ont été exportés du Brésil avant l'entrée en vigueur de la législation exigeant un permis pour l'exportation de spécimens. Ces derniers affirment donc que le spécimen holotype serait la propriété du land allemand du Bade-Wurtemberg, sans qu'une clarification de son statut juridique ne soit du ressort ni des auteurs ni du conservateur local.
Les paléontologues brésiliens contestent cette affirmation et demandent le rapatriement de l'holotype à son pays d'origine. Ces derniers formulent également cette demande dans une lettre ouverte adressée à Petra Olschowksi, ministre d'État des Sciences et des Arts du Bade-Wurtemberg. Les deux auteurs de l'étude critiquée figurent aussi parmi les signataires. Une analyse juridique portant sur la potentielle restitution de l’holotype d’I. challengeri, publiée dans l’International Journal of Cultural Property, conclut que le Brésil est le propriétaire légal du fossile et que le musée national d'histoire naturelle de Stuttgart n'a probablement pas acquis de bonne foi un titre valable sur celui-ci. Une action civile en restitution au titre de l’article 985 du code civil allemand est toutefois exclue en raison d’un délai de prescription de 30 ans

### Citations originales
1. ↑  « from irritation, the feeling the authors felt (understated here) when discovering that the snout had been artificially elongated. »